# 2008 en Islande
Chronologie de l'Islande
- 2004
- 2005
- 2006
- 2007
- 2008
- 2009
- 2010
- 2011
- 2012

Cet article présente les faits marquants de l'année 2008 en Islande.

## Évènements
- Vendredi 18 janvier 2008 : mort du très controversé Bobby Fischer, d'origine américaine, qui fut le plus jeune maître et « le plus génial joueur d'échecs de l'histoire ». Il avait vaincu vingt grands maîtres et avait mis fin en 1972 à vingt-quatre années de domination soviétique en battant le champion Boris Spassky à Reykjavik, devenant le symbole international de la lutte victorieuse de l'Ouest sur l'Est.

- Jeudi 10 avril 2008 : l'inflation culmine à 11,8 % en un an en accélération. La banque centrale islandaise porte son principal taux directeur à 15,5 % et prévoit un taux de croissance de 2,5 % en 2009 et de 1,5 % en 2010.

- Vendredi 16 mai 2008 :
  - Les banques centrales du Danemark, de Norvège et de Suède, ont mis à la disposition de la banque centrale islandaise, la Sedlabanki, un prêt de 1,5 milliard d'euros, via des mécanismes d'échange de monnaies dans le but de soutenir « sa mission de sauvegarde de la stabilité macro-économique et financière ». Depuis début janvier, la couronne islandaise a baissé de 26 %.
  - Le dynamisme de l'économie islandaise était en partie fondé sur son secteur bancaire tourné vers l'international ce qui les a surexposé à la crise des subprimes américains. Les trois plus importantes banques islandaises sont menacées, elles ont tellement emprunté que leurs actifs représentent neuf fois le PIB de l'île.
  - Des personnalités islandaises, comme le ministre des Affaires étrangères, plaident en faveur de l'entrée du pays dans l'Union européenne et de l'adoption de l'euro qui « apporterait la stabilité économique ».

- Lundi 3 novembre 2008 : selon le ministre norvégien des Finances, la Norvège est prête à octroyer à l'Islande un prêt à long terme de 500 millions d'euros.

- Mercredi 19 novembre 2008 : le FMI annonce accorder un prêt de 2,1 milliards de dollars à l'Islande.

- Jeudi 20 novembre 2008 : en complément du prêt de 2,1 milliards de dollars accordé par le FMI, les pays nordiques octroient un prêt conjoint à l'Islande de 2,5 milliards de dollars.

- Jeudi 18 décembre 2008 : le FMI estime que la crise en Islande s'avère moins élevé que prévu.

- Lundi 22 décembre 2008 :
  - L'inflation  s'est encore accélérée en décembre pour atteindre le taux record de 18,1 % en glissement annuel dans ce pays ruiné par la crise financière, dont la monnaie locale, la Krona (couronne), a perdu près de 45 % de sa valeur depuis le début de l'année. L'île de 320 000 habitants, non membre de l'Union européenne, est un grand importateur de biens de consommation courante.
  - La Russie réévalue son prêt à l'Islande le réduisant de 4 milliards initialement à 500 millions d'euros. Le vice-ministre russe des Finances Dmitri Pankine considère ce prêt comme un investissement avantageux et non comme une aide financière à un pays où le niveau de vie est supérieur à celui de la Russie et estime que les investissements dans l'économie islandaise sont moins avantageux que les dépôts dans les banques américaines.

- Mercredi 31 décembre 2008 : quelques centaines de personnes ont participé à des échauffourées avec la police lors d'une manifestation à Reykjavik. Ils ont interrompu la diffusion en direct d'une émission politique consacrée à l'année écoulée.